# UUM-125 Sea Lance
Die UUM-125 Sea Lance ist ein Waffensystem, das von der US-Marine 1980 zur Bekämpfung von Unter- und Überwasserzielen entwickelt wurde, um die UUM-44 Subroc zu ersetzen. Die Waffe kam jedoch niemals über den Projektstatus hinaus, das Programm zur Entwicklung wurde 1990 gestoppt.
Die Sea Lance ist dabei eine Mischung aus Rakete und Torpedo. Sie fliegt wie eine Rakete auf ihr Ziel zu und taucht dann kurz vor dem Ziel ins Wasser, um als Torpedo weiter zu schwimmen.

## Vorteile der Sea Lance
- Sie erreicht ihr Ziel schneller als ein normaler Torpedo und ist über größere Entfernungen einsetzbar.
- Sie kann – im Gegensatz zum Torpedo – auch von Flugzeugen aus großer Höhe eingesetzt werden.
- Raketen können von militärischen Schiffen relativ leicht abgewehrt werden: Hitzesuchende Raketen mit falschen Wärmequellen und Radarraketen mit Aluminiumstreifen. Viele militärische Schiffe verfügen aber über keine Unterwasserabwehr und sind einem Torpedo hilflos ausgeliefert.

## Ähnliche Waffen
Eine vom Funktionsprinzip her gleiche Waffe sind die russischen SS-N-15 Starfish, SS-N-16 Stallion und SS-N-27 Sizzler.